# Rombertik
Rombertik è un malware progettato allo scopo di danneggiare un computer rubando le informazioni personali e distruggendo l'MBR.

## Infezione
Il metodo di infezione è l'inviare di e-mail spam e phishing; il file di Rombertik è un file .scr (salvaschermo).
Rombertik infetta il computer in 2 situazioni:
1. All'inizio, Rombertik ruba tutte le informazioni personali e le invia al server del creatore di Rombertik.
2. Se Rombertik viene rilevato da un antivirus, Rombertik distrugge l'MBR (Master Boot Record) e se non ha il permesso di distruggere l'MBR, crittografa tutti i file personali con una chiave RC4; una volta distrutto l'MBR, Rombertik riavvia il computer e dopo il riavvio, davanti allo schermo viene visualizzato un loop continuo con scritto: "Carbon crack attempt, failed".

Per rimuovere l'infezione, l'unica soluzione è formattare il computer.